# Christina Murillo
Pour les articles homonymes, voir Murillo.
Christina Murillo, née le 28 janvier 1993 à Ventura, est une footballeuse internationale mexicaine évoluant au poste de défenseur central.

## Biographie
Avec l'équipe du Mexique des moins de 17 ans, elle participe à la Coupe du monde des moins de 17 ans 2010 organisée à Trinité-et-Tobago. Lors de cette compétition, elle joue trois matchs, avec pour résultats une seule victoire et deux défaites.
Avec l'équipe du Mexique des moins de 20 ans, elle participe à la Coupe du monde des moins de 20 ans en 2012. Lors du mondial 2012 organisé au Japon, elle joue quatre matchs. Le Mexique s'incline en quart de finale face au Nigeria.
Avec l'équipe du Mexique, elle participe à la Coupe du monde féminine 2015 organisée au Canada. Lors de cette compétition, elle joue deux rencontres en phase de poule, avec pour résultats un nul et une défaite.